# Exobasidium gracile
Exobasidium gracile är en svampart som först beskrevs av Shirai, och fick sitt nu gällande namn av Syd. & P. Syd. 1912. Exobasidium gracile ingår i släktet Exobasidium och familjen Exobasidiaceae.   Inga underarter finns listade i Catalogue of Life.